# Lakeview (Michigan)
Lakeview é uma vila localizada no estado americano de Michigan, no Condado de Montcalm. Het dorp wordt onder andere bewoond een relatief grote groep Amish.

## Demografia
Segundo o censo americano de 2000, a sua população era de 1112 habitantes.
Em 2006, foi estimada uma população de 1119, um aumento de 7 (0.6%).

## Geografia
De acordo com o United States Census Bureau tem uma área de
5,0 km², dos quais 4,1 km² cobertos por terra e 0,9 km² cobertos por água.

## Localidades na vizinhança
O diagrama seguinte representa as localidades num raio de 20 km ao redor de Lakeview.